# Franz Staerk
Franz Gustav Staerk (* 16. März 1859 in Fünfkirchen; † 1926 in Graz) war Vizebürgermeister von Graz und Architekt mehrerer bekannter Gebäude.

## Studium

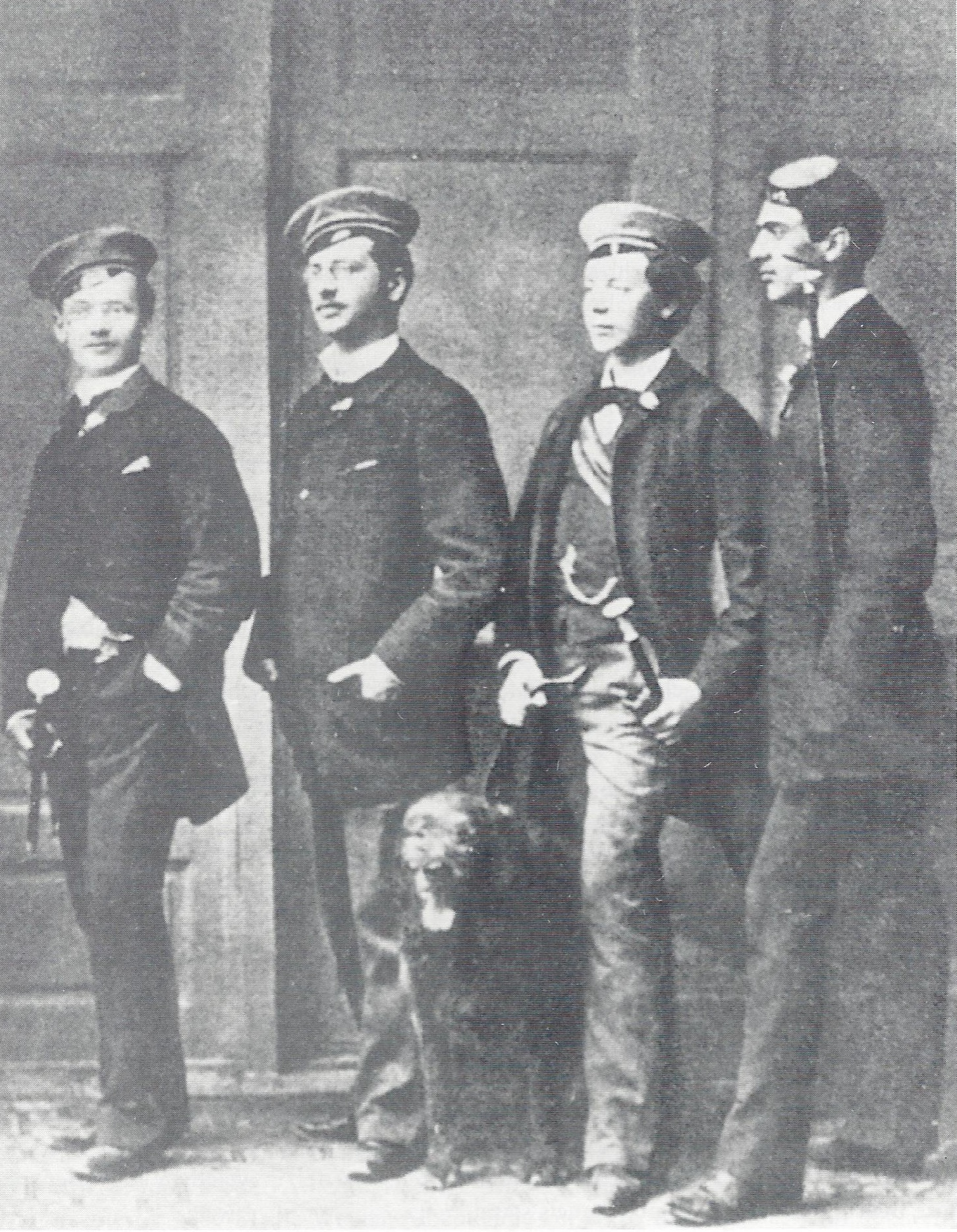
Staerk (3. von links; mit Hund) mit Bundesbrüdern der Albia (rechts daneben Herzl; 1881)

Staerk legte die Matura an der Realschule in Hermannstadt ab und studierte von 1877 bis 1879 an der technischen Hochschule in Prag und von 1879 bis 1892 an der Bauschule in Wien Architektur. Während seines Studiums in Prag wurde er 1877 bei der Burschenschaft Teutonia und in Wien 1879 bei der Burschenschaft Albia aktiv. Er erwarb sich den Ruf eines Starfechters, da er 42 Partien auf Plempe, Schläger und Säbel focht. Während er 1886 schon in Graz weilte, ernannte ihn die dortige Burschenschaft Arminia zum Ehrenbursch. Er trug somit entscheidend zur Gründung des sogenannten Schwarz-Rot-Goldenen Kartells, des Zusammenschlusses dieser drei Studentenverbindungen im Jahre 1887, bei. In Wien sekundierte er am 11. Juni 1881 Theodor Herzls einzige Mensur.

## Beruflicher und politischer Werdegang

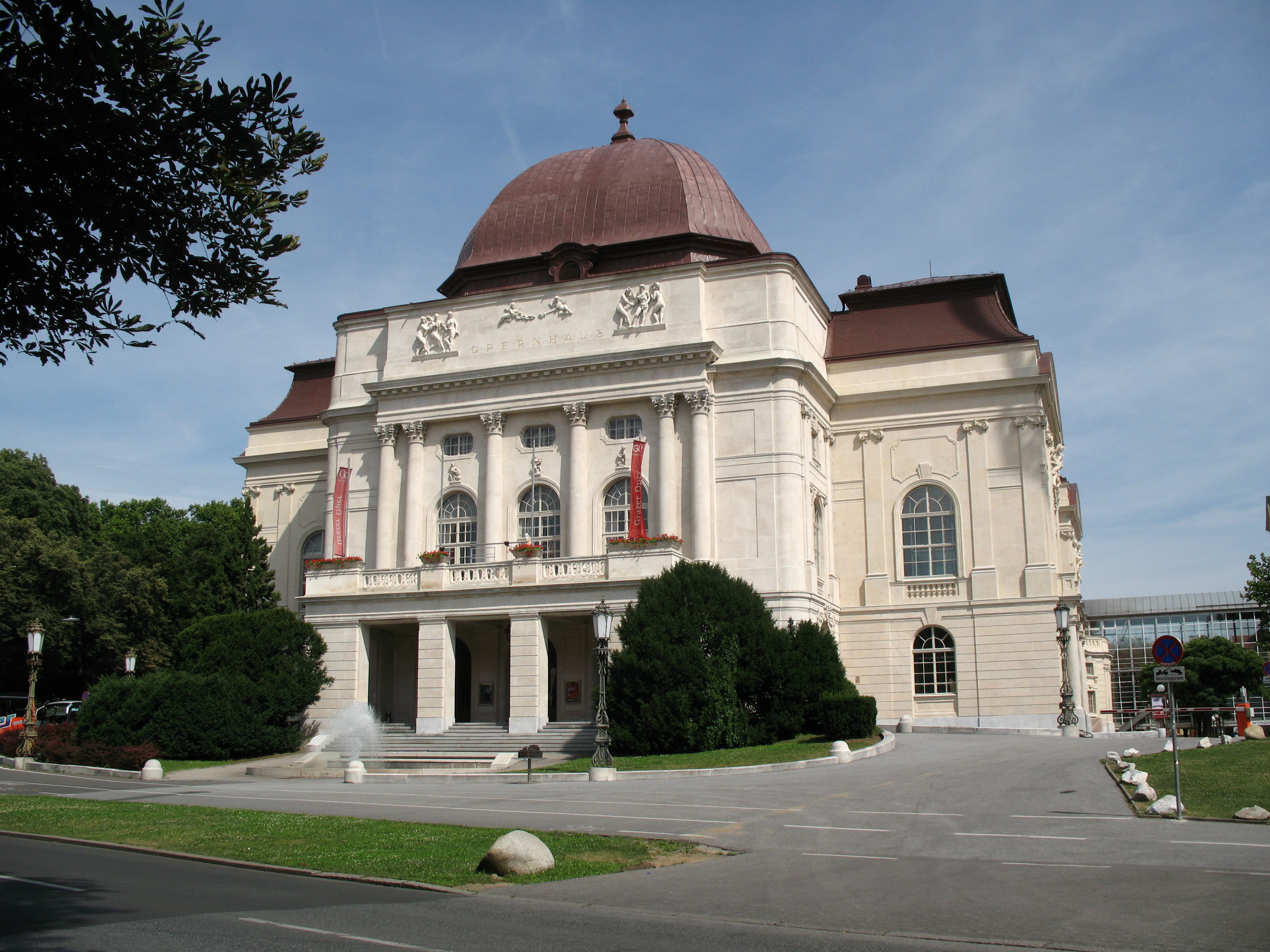
Grazer Oper

Nach erfolgreichem Abschluss seines Studiums übte er den Beruf eines Architekten aus und war ab 1889 Stadtbaumeister in Graz. Dort wirkte er entscheidend beim Bau des Grazer Opernhauses und des Orpheums sowie einer Reihe von weiteren öffentlichen Gebäuden mit. Staerk betätigte sich auch politisch und wurde in den Grazer Gemeinderat und Stadtrat gewählt. Von 1905 bis 1924 war er Vizebürgermeister von Graz. Er schied am 12. Juni 1924 als Obmann der Bausektion und Stadtrat aus dem öffentlichen Dienst aus.

## Privates
Er heiratete am 14. Mai 1889 in Saalfeld/Sachsen-Meiningen Ella von Hoeffern, mit der er zwei Kinder hatte. Am 26. Oktober 1926 verstarb Franz Staerk in Graz und wurde am 29. Oktober 1926 in einer Urne auf dem evangelischen St.-Peter-Friedhof in Graz beigesetzt.